# Bolacha Piedade

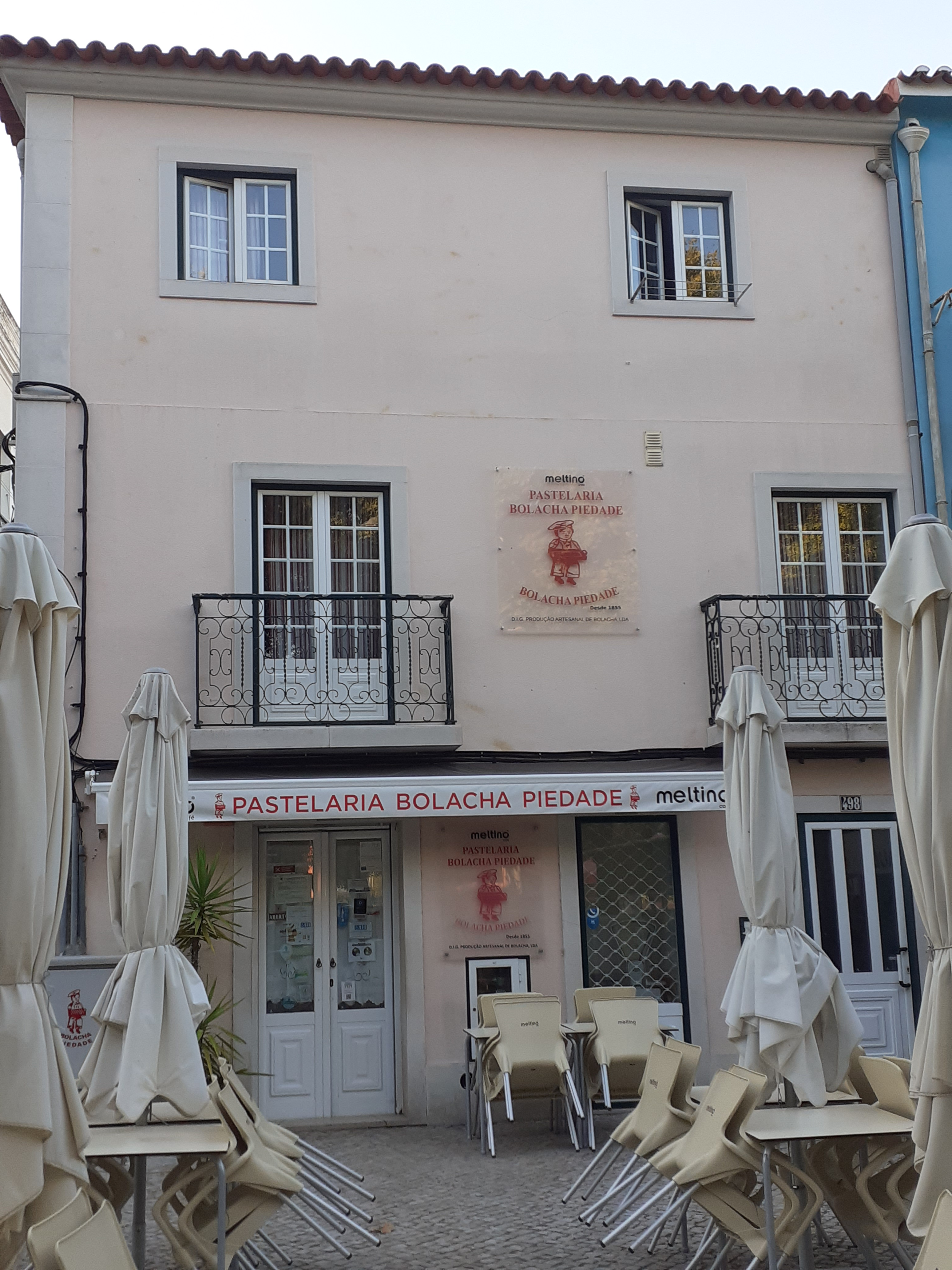
Pastelaria Bolacha Piedade

A Bolacha Piedade, é um doce típico da cidade de Setúbal, em Portugal, cuja receita é mantida em segredo, há várias gerações, pela família da sua criadora, a senhora Arcângela Piedade. Sabe-se que a erva-doce é um dos seus ingredientes. Pode ser adquirida na Pastelaria Bolacha Piedade, localizada no número 502 da Avenida Luísa Todi, em Setúbal. Também é vendida durante a Feira de Sant'Iago que se realiza anualmente em Setúbal, durante duas semanas do mês de Agosto. Dado que a comida também é cultura, a história e a cultura setubalenses já não podem ser dissociadas deste doce, exclusivo desta cidade.

## História da Bolacha Piedade
De acordo com fontes escritas, a origem da Bolacha Piedade remonta a 1855, mas reza uma lenda que o seu nascimento terá ocorrido muito antes. Seja como for, cento e sessenta e nove anos de existência são por si só suficientes para inscrever esta doce iguaria no património gastronómico e cultural da cidade de Setúbal, quiçá de Portugal. Originalmente uma cidade onde a pesca era uma das principais atividades económicas, foram precisamente os pescadores um dos principais clientes desta bolacha, adquirindo-o junto dos rapazes que a levavam em tabuleiros até junto das embarcações. Paralelamente, todos os anos, a bolacha era comercializada na Feira de Sant’Iago. A durabilidade da Bolacha Piedade – quem a produz diz que pode conservar-se durante um ano num recipiente hermético – explica o facto de os pescadores serem um dos seus principais clientes e de ser vendida ao restante público apenas durante duas semanas do ano. Atualmente, durante esta feira, continuam a fazer-se longas filas para comprar a Bolacha Piedade.